# Romper Stomper
Romper Stomper – film produkcji australijskiej z 1992 roku, w reżyserii Geoffreya Wrighta; w założeniu miał mieć antynazistowski charakter, ostatecznie stał się jednak kultowym filmem w środowisku skinheadów.

## Obsada
- Russell Crowe – Hando
- Jacqueline McKenzie – Gabe
- Daniel Pollock – Davey
- Alex Scott – Martin
- Leigh Russell – Jim
- John Brumpton – Magoo
- James McKenna – Bubs
- Samantha Bladon – Tracy
- Josephine Keen – Megan
- Stephen Hall – Flea
- Craig Mercer – Chris
- Steve Millichamp – Bill
- Frank Magree – Brett

## Fabuła
Film opowiada o neonazistowskiej bandzie skinheadów z Melbourne. Przywódcą grupy jest charyzmatyczny Hando. Jego kompania prowadzi uliczną wojnę z wietnamskimi imigrantami.
Pewnego dnia Hando poznaje Gabe, dziewczynę z dobrego domu, która zakochuje się w Hando. Jednak przyjaciel Hando, Davey także jest zafascynowany Gabe.